# Gaertnera alata
Gaertnera alata là một loài thực vật có hoa trong họ Thiến thảo. Loài này được Bremek. ex Malcomber & A.P.Davis mô tả khoa học đầu tiên năm 2005.